# Palácio das Comunicações de Campo Grande

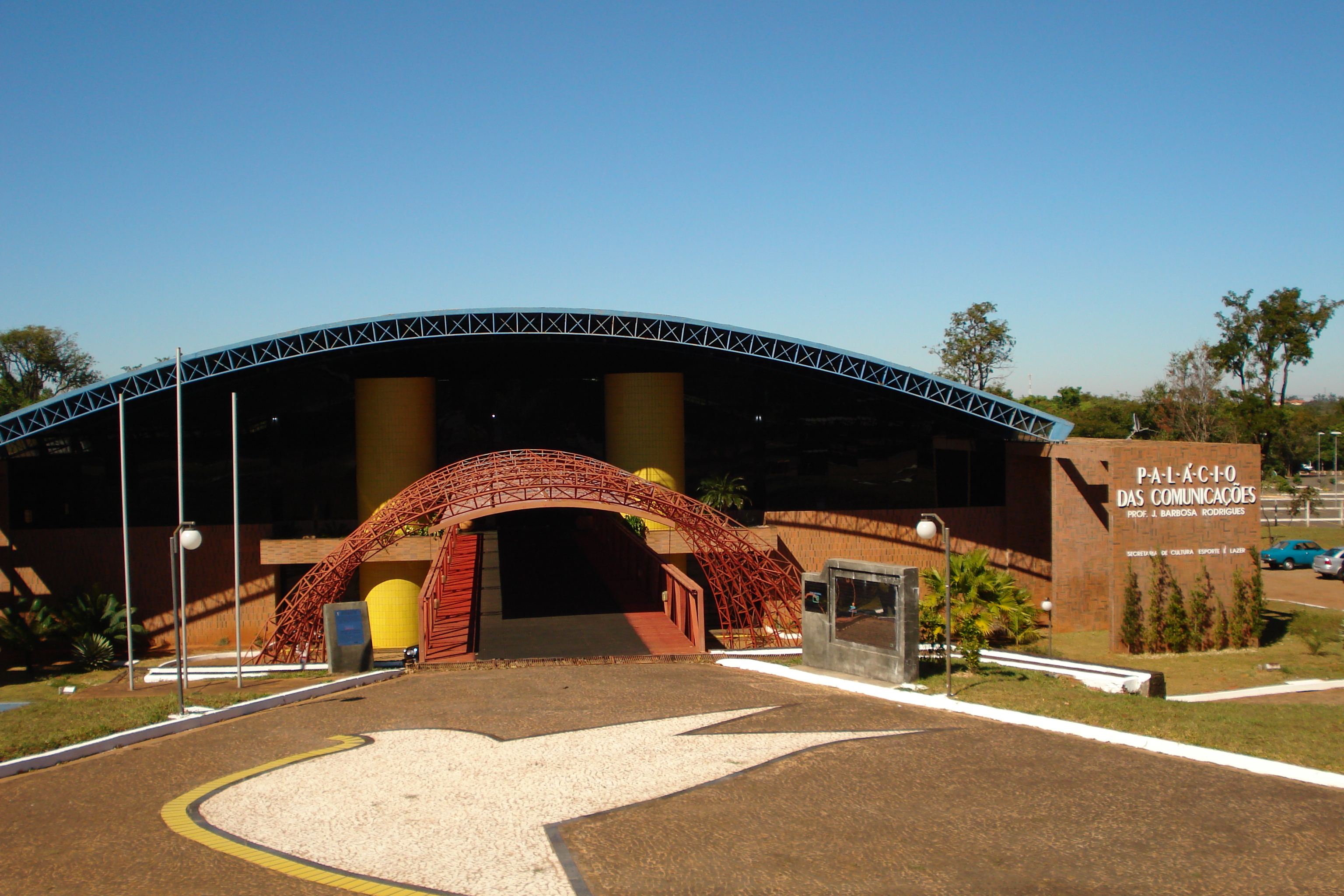
Palácio das Comunicações de Campo Grande.

O Palácio das Comunicações Jornalista David Nasser está situado no Parque dos Poderes, sendo pertencente ao Governo do Estado. Realiza produções locais e regionais. É neste edifício que se encontra também a sede da 104 FM e TVE MS.

## Anexos
Sua área abriga:
- Torre da TVE MS: maior torre de alvenaria do Brasil e do mundo com 100 metros de altura
- Teatro de Arena
- Auditório
- Estúdios de áudio e imagens
- Ante-câmara